# Jordanien vid världsmästerskapen i simsport 2024
Jordanien tävlade vid världsmästerskapen i simsport 2024 i Doha i Qatar mellan den 2 och 18 februari 2024. Jordanien hade en trupp på fem idrottare, varav tre kvinnor och två män.

## Tävlande per sport
Följande är en lista över antalet tävlande per sport.
| Sport    | Herrar | Damer | Totalt |
| -------- | ------ | ----- | ------ |
| Konstsim | 0      | 1     | 1      |
| Simning  | 2      | 2     | 4      |
| Totalt   | 2      | 3     | 5      |

## Konstsim
Damer
| Idrottare         | Gren              | Kval    | Kval      | Final            | Final            |
| Idrottare         | Gren              | Poäng   | Placering | Poäng            | Placering        |
| ----------------- | ----------------- | ------- | --------- | ---------------- | ---------------- |
| Yasmina Rushaidat | Fritt soloprogram | 77,2979 | 31        | Gick inte vidare | Gick inte vidare |

## Simning
Herrar
| Idrottare   | Gren           | Heat    | Heat      | Semifinal        | Semifinal        | Final            | Final            |
| Idrottare   | Gren           | Tid     | Placering | Tid              | Placering        | Tid              | Placering        |
| ----------- | -------------- | ------- | --------- | ---------------- | ---------------- | ---------------- | ---------------- |
| Emad Zapen  | 50 m frisim    | 23,45   | 48        | Gick inte vidare | Gick inte vidare | Gick inte vidare | Gick inte vidare |
| Emad Zapen  | 100 m frisim   | 51,53   | 49        | Gick inte vidare | Gick inte vidare | Gick inte vidare | Gick inte vidare |
| Amro Al-Wir | 50 m bröstsim  | 28,81   | 39        | Gick inte vidare | Gick inte vidare | Gick inte vidare | Gick inte vidare |
| Amro Al-Wir | 100 m bröstsim | 1.03,72 | 48        | Gick inte vidare | Gick inte vidare | Gick inte vidare | Gick inte vidare |

Damer
| Idrottare      | Gren           | Heat    | Heat      | Semifinal        | Semifinal        | Final            | Final            |
| Idrottare      | Gren           | Tid     | Placering | Tid              | Placering        | Tid              | Placering        |
| -------------- | -------------- | ------- | --------- | ---------------- | ---------------- | ---------------- | ---------------- |
| Karin Belbeisi | 400 m frisim   | 0DSQ0   | 0DSQ0     | —                | —                | Gick inte vidare | Gick inte vidare |
| Karin Belbeisi | 400 m medley   | 5.20,71 | 21        | —                | —                | Gick inte vidare | Gick inte vidare |
| Tara Aloul     | 100 m bröstsim | 1.15,87 | 45        | Gick inte vidare | Gick inte vidare | Gick inte vidare | Gick inte vidare |
| Tara Aloul     | 200 m bröstsim | 2.43,10 | 27        | Gick inte vidare | Gick inte vidare | Gick inte vidare | Gick inte vidare |